# Athabasca Valles
Athabasca Vallis és una formació geològica de tipus vallis a la superfície de Mart, localitzada amb el sistema de coordenades planetocèntriques a 10.04 ° latitud N i 156.78 ° longitud E, que fa 270 km de diàmetre. El nom va ser aprovat per la UAI l'any 1997 i fa referència a una característica d'albedo que pren el nom del riu Athabasca del Canadà.